# Datong (köpinghuvudort i Kina, Guizhou Sheng, lat 28,50, long 105,68)
Datong (kinesiska: 大同, 大同镇) är en köpinghuvudort i Kina. Den ligger i provinsen Guizhou, i den sydvästra delen av landet, omkring 230 kilometer nordväst om provinshuvudstaden Guiyang. Antalet invånare är 14 917. Befolkningen består av 7 246 kvinnor och 7 671 män. Barn under 15 år utgör 20,0 %, vuxna 15-64 år 66 %, och äldre över 65 år 13,0 %.